# 十年建屋計劃
十年建屋計劃是香港於1972年提出的一項公共房屋計劃，為當時香港總督麥理浩的推出的一項重要政策。
十年建屋計劃的目的，是要在1973年至1982年的十年期間，為180萬香港居民提供設備齊全、有合理居住環境的公共房屋單位。這項計劃改變過去香港政府對公共房屋只追求數量的態度，開始注意公共房屋的質素，例如設施及居住環境。計劃亦配合新界的新市鎮的發展，包括荃灣、沙田及屯門三地，減輕因港九市區人口過份擠迫而形成的社會不安定。
具體措施如下：
- 開發可同時供徙置區及政府廉租屋使用的第七型徙置大廈，在屋宇設備上較以往舊式公屋更為進步，並為各房屋機構合併作準備
- 將原先廉租屋邨樓宇設計統一化，並以此為開發新型公屋樓宇的基礎
- 合併各官營房屋機構，成為香港房屋委員會（法定組織兼決策部門）及房屋署（執行部門）
- 於1977年設立居者有其屋計劃
- 從1970年代中後期興建的屋邨，開始預留土地興建標準中學校舍，為區內適齡學童提供學位
- 開始在屋邨中興建商場

1982年，由於實際建屋量仍距離目標甚遠，香港政府決定將計劃順延5年至1987年。這個計劃完結後，共建成可供150萬人居住的單位，仍較最初目標少30萬人。香港政府於同年推出長遠房屋策略取代十年建屋計劃。